# Бунгу
Бу́нгу (латыш. Bungu ezers) — небольшое озеро на востоке Латвии, находящееся в центральной части Маконькалнской волости на юге Резекненского края. Расположено у населённого пункта Бунгас (латыш. Bungas) на правом берегу реки Малта (латыш. Malta). Относится к бассейну Западной Двины (Даугавы). Озеро Бунгу не входит в список публичных водоёмов и находится в частной собственности физического лица.
Согласно данным, полученным по аэрофотоснимкам 2014 года при помощи инструментов измерения картографического сервиса на сайте Латвийского агентства геопространственной информации (LĢIA), площадь водного зеркала озера составляет 1,27 га, длина береговой линии — ≈430 метров, длина (юго-запад ↔ северо-восток) — ≈160 метров, наибольшая ширина (северо-запад ↔ юго-восток) — ≈105 метров.
Озеро имеет форму неправильного овала, ориентированного в направлении юго-запад — северо-восток. Берега пологие, заболоченные, со всех сторон окружены лесом (преимущественно сосновым). С восточной стороны в озеро впадает небольшой безымянный ручей.